# 兑镇镇
兑镇镇，是中华人民共和国山西省吕梁市孝义市下辖的一个乡镇级行政单位。

## 行政区划
兑镇镇下辖以下地区：
兑镇村社区、兑镇煤矿社区、水峪煤矿社区、水峪村社区、下令狐村、梁家原村、产树原村、新民村、南营村、上吐京村、桑湾村、韩家滩村、偏店村、圪卓头村、偏城村、郝家寨村、后洞村、后庄村、东庄村、杏野村、黄文村、沟北村、后沟村、原家庄村、前岭村、沟南村和石践村。